# Amfilochia
Amfilochia (gr. Αμφιλοχία) – miejscowość w Grecji, w administracji zdecentralizowanej Peloponez, Grecja Zachodnia i Wyspy Jońskie, w regionie Grecja Zachodnia, w jednostce regionalnej Etolia-Akarnania. Siedziba gminy Amfilochia. W 2011 roku liczyła 3827 mieszkańców.